# ダンスディレクター
ダンスディレクター（英:Dance Director、2010年3月20日 - ）は、日本の競走馬、種牡馬。
2戦目から11戦続けて1番人気に推されるも勝ちきれず、オープン昇格は5歳の春となった。シルクロードステークスをレース史上初の連覇を達成。しかし、連覇達成後に2年連続で故障し、春のスプリントGIである高松宮記念を2年連続で回避することとなった。その他、阪神カップでは2年連続で2着となるなど8歳まで息の長く活躍、引退後は種牡馬となった。

## 経歴

### デビュー前
母マザーリーフがとても小柄な馬であり、大柄で馬格がしっかりしているアルデバランIIを配合相手に選び種付けされた。
出産後、牡馬にしては小さい方であったが、バランスの良い綺麗な馬と評価され、当歳の頃は放牧地をピョンピョン跳ね回る姿が印象的であったという。その素軽さから「鹿みたい」とされていた。馬名は、「振付師」を由来とするダンスディレクターと名付けられた。

### 3歳（2013年） - 4歳（2014年）
2013年6月8日、阪神競馬場の未勝利戦（芝1400メートル）に浜中俊とともにデビュー、単勝オッズ8.4倍の5番人気となった。スタートから後方12番手で進み、最後の直線10番手から上がり3ハロンメンバー中最速の33.8秒の脚を繰り出して抜け出し、後方に3馬身2分の1離して勝利。デビュー勝ちを収めた。
その後、主に芝の1200メートルから1400メートルのスプリントの距離に浜中俊とともに出走、そのたび単勝オッズ1.6倍から3.2倍の1番人気に支持されることになる。2戦目の2013年10月、3歳で京都競馬場の500万下を勝利。6戦目の2014年5月、4歳で京都競馬場の1000万下を勝利。同じく5月に降級したため1000万下クラスとなり、9戦目の11月、再び京都競馬場の1000万下を勝利した。
同年の11月24日、1600万下に昇級して初戦。醍醐ステークス（1600万下）に出走。単勝オッズ2.0倍の1番人気の支持を受けた。後方12番手で最後の直線に進入し、上がり3ハロンメンバー中最速タイの32.9秒の末脚で追い込んだ。しかし、先に抜け出していた川田将雅騎乗の3番人気マコトナワラタナにアタマ差敵わず2着となった。

### 5歳（2015年）
1月18日、長篠ステークス（1600万下）に藤岡康太に乗り替わって出走、単勝オッズ1.8倍の1番人気の支持を受けた。スタートから後方17番手となり、最後の直線でも16番手から上がり3ハロンメンバー中最速33.9秒の脚で追い込んだ。しかし、川島信二騎乗の5番人気ロンドに2分の1馬身及ばず2着となった。所有馬主である太田美實が心不全のため逝去、そのため、馬主名義が、レース後にその妻の太田珠々子に変更された。
2月21日、斑鳩ステークス（1600万下）に浜中俊に再び乗り替わって出走、単勝オッズ2.5倍、出走する10戦続けて1番人気の支持を受けた。スタートから後方13番手に待機、最後の直線で11番手から上がり3ハロンメンバー中最速の33.1秒で追い上げ選考集団をまとめて差し切り、後続に1馬身4分の1差を広げて勝利。5歳、通算12戦目でオープン入りを果たした。ウィナーズサークルでの口どり式では、珠々子が美實の遺影を持って臨んだ。続いて5月16日、京王杯スプリングカップ（GII）で重賞初出走。単勝オッズ6.4倍の4番人気で出走したが、12着に終わった。
7月5日、CBC賞（GIII）に単勝オッズ4.0倍の1番人気で出走した。後方待機でレースを進め最後の直線9番手から、ウリウリやサドンストームとともに追い込んだ。しかし、ウリウリが2分の1馬身抜け出して2着に敗退した。
12月26日、阪神カップ（GII）に単勝5番人気で出走。後方11番手から最後の直線で上がり3ハロンメンバー中最速の34.2秒の末脚で追い込み、1番人気で藤岡康太騎乗のビッグアーサーを差し切ったが、抜け出していたロサギガンティアにハナ差届かず2着に終わった。浜中は、「この馬なりに折り合いもついていたし、そういう面は進歩しています。直線でもよくがんばって、一旦は前に出ているのですが。力がある馬だけに今日の負けはとても悔しいです」と振り返った。

### 2016年（6歳）
1月31日のシルクロードステークス（GIII）に出走、単勝オッズ4.4倍の2番人気に推された。出遅れず馬場の内側の5番手で先行し、最後の直線で逃げるローレルベローチェを捉えて抜け出し差を広げた。最終的に後方に1馬身2分の1離して勝利、重賞初制覇を達成した。浜中は、「スタートがこの馬にしては出ましたし、そこが一番良かったです。その他のレース運びは考えた通りでした。だいぶ気性的にも大人になってくれていますし、折り合いに関してもきょうは問題ありませんでした。前に1頭逃げている馬がいましたが、捕まえてくれるだろうなと思って追っていました。」と振り返っている。管理する笹田和秀調教師も「小さい馬なので、体力がつくまでじっくりやってきたのが、こういう結果につながった。まだまだ良くなると思うよ」と評価した。
続いて3月27日の高松宮記念（GI）を目標に調整が進められていた。しかし3月23日の朝、調教時に乗り手から違和感があると報告。レントゲンやエコー検査では異常が認められなかったが、左前脚の歩様の乱れがあることから、無理をせずに高松宮記念を回避することが決まった。
秋になり9月11日、セントウルステークス（GII）で復帰し、単勝3番人気に支持されたが7着敗退。10月にはスプリンターズステークスでGI初挑戦、単勝4番人気だったが15着敗退した。
続けて10月29日にスワンステークス、12月24日の阪神カップに武豊に乗り替わって出走したが。ともに4着に終わった。

### 2017年（7歳）
1月29日、前年に制したシルクロードステークスに、引き続き武豊とのコンビで出走した。負担重量57.5キログラムのトップハンデが課され、単勝オッズ6.7倍の3番人気の支持を受けた。スタートから後方で待機し、最後の直線9番手から上がり3ハロンメンバー中最速の33秒1の末脚で、残り1ハロンで抜け出したセイウンコウセイをクビ差差し切って勝利。シルクロードステークス史上初の連覇を達成した。武は「最後の直線にかけたけど、よく伸びてくれた。ラストはいい脚を使ってくれるので、道中は無駄に動かないよう決めていました」と振り返り、笹田は、「うまく内からさばいてくれたね。前走よりよく伸びた。この後は高松宮記念に直行すると思う。年を取っても、健在ぶりを示してくれた」とした。今後は高松宮記念を予定し、鞍上は「浜中（俊）騎手が空いていたら依頼したい」と検討していた。
前年に出走できなかった3月26日の高松宮記念を目標に調整が進められていたが、左第1指骨剥離骨折を発症したため、この年も高松宮記念は回避を余儀なくされる。
休養して復帰したのは秋、9月10日のセントウルステークスに浜中俊に再び乗り替わり出走。単勝4番人気の支持を受けた。後方待機の9番手から追い込んだが、先行し抜け出したファインニードルが勝利し、それに0.2秒遅れた3着に終わった。続けて10月1日のスプリンターズステークスに出走し8着に終わった。
12月23日、阪神カップに出走。再び武豊に乗り替わり、単勝オッズ21.7倍の7番人気となった。スタートから4番手で進み、最後の直線に入ると、追い出しを始めて残り200メートル地点で逃げるアポロノシンザンを捉えて先頭に立った。その後外から追い込んだイスラボニータが競りかけて併せ馬の形となって2頭並んでゴール板を通過、阪神競馬場の芝1400メートルのコースレコードタイムで走破した。しかし、イスラボニータにはハナ差及ばず、2着であった。武は「惜しかったですね。スタートも出たし、ある程度の位置から折り合いもしっかりついた中、良い形のレースができました。今日は相手の決め手が上でしたね」と回顧した。

### 2018年（8歳）
3月25日、過去2年出走が叶わなかった高松宮記念に単勝オッズ8.1倍の4番人気に推されて出走。スタートから後方待機11番手で進み、追い込んだが届かず4着に敗れた。さらに5月12日、京王杯スプリングカップ（GII）に単勝1番人気の支持を受けたが15着に敗れた。最終的にこれが引退レースとなった。
12月5日、競走馬登録を抹消された。

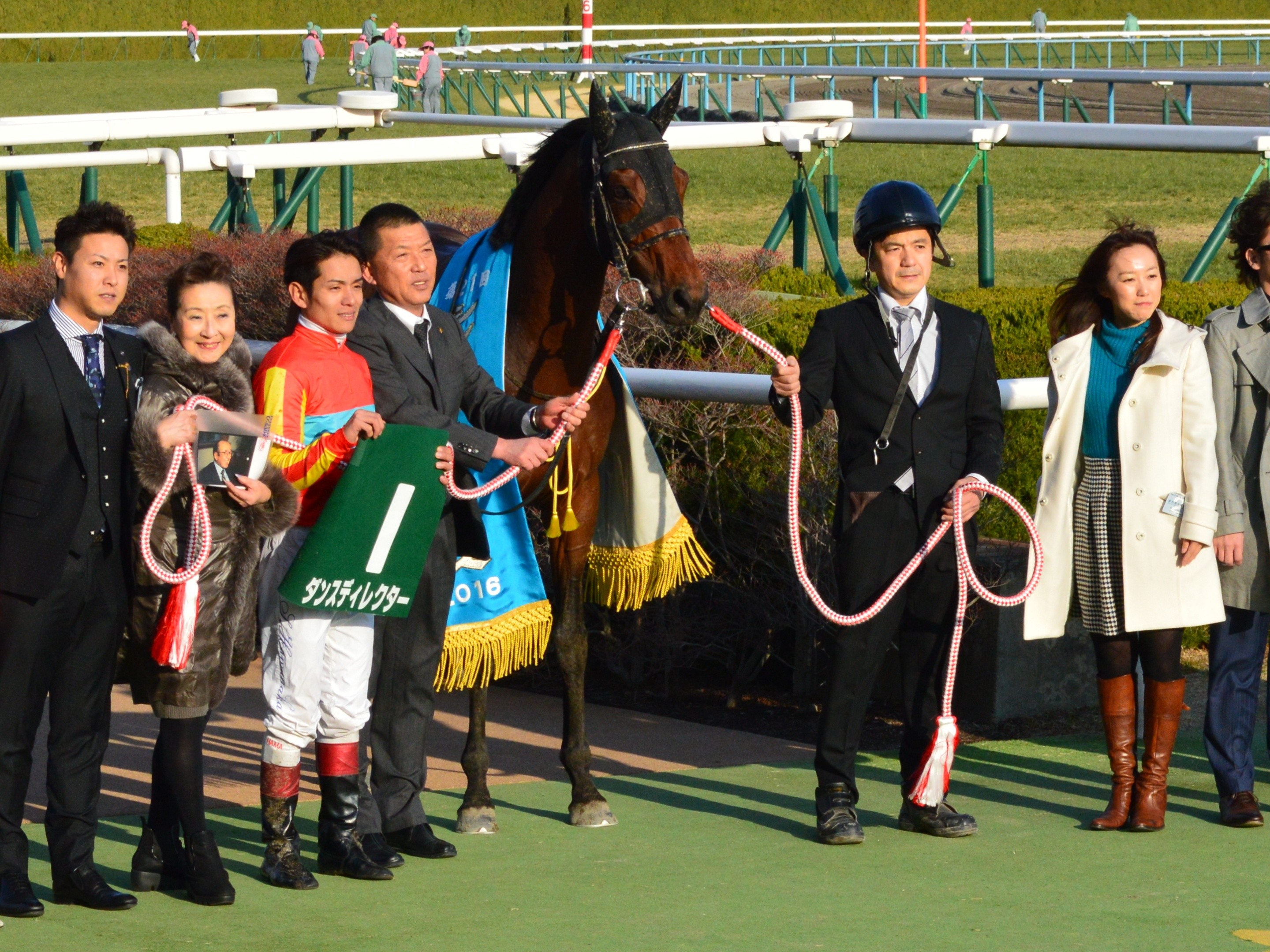
2016年シルクロードS表彰式/太田美實オーナーの遺影と共に口取りに参加する太田珠々子（左から2人目）
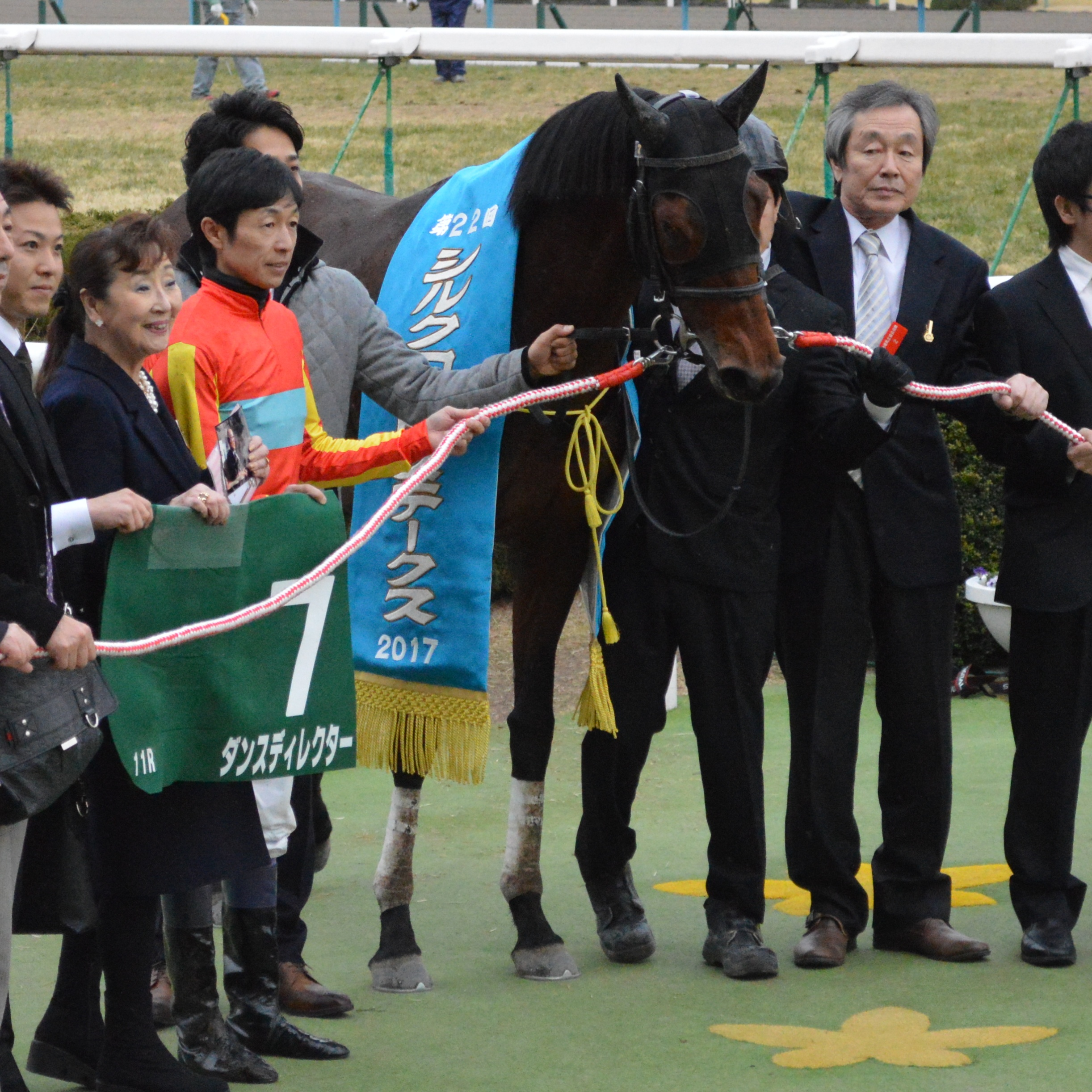
2017年シルクロードS表彰式

## 種牡馬時代
2019年より、北海道日高郡新ひだか町のアロースタッドで種牡馬となった。
2020年に初年度産駒が誕生。2022年から産駒がデビュー。2年目のバージンエスパーが2024年4月の金沢競馬で産駒初勝利した。
2023年9月22日をもって種牡馬を引退し、北海道日高町のyogiboヴェルサイユリゾートファームで余生を送る。

## 競走成績
以下の内容は、netkeiba.comの情報に基づく。
| 競走日     | 競馬場 | 競走名          | 格       | 距離（馬場）   | 頭数 | 枠番 | 馬番 | オッズ （人気） | 着順 | タイム （上がり3F） | 着差 | 騎手     | 斤量[kg] | 1着馬（2着馬）         |
| ---------- | ------ | --------------- | -------- | -------------- | ---- | ---- | ---- | --------------- | ---- | ------------------- | ---- | -------- | -------- | ---------------------- |
| 2013.06.08 | 阪神   | 3歳未勝利       |          | 芝1400m（良）  | 18   | 8    | 17   | 08.4（5人）     | 01着 | 1:21.4（33.8）      | -0.6 | 浜中俊   | 56       | （ミキノティータイム） |
| 0000.10.12 | 京都   | 3歳上500万下    |          | 芝1600m（良）  | 18   | 5    | 10   | 02.7（1人）     | 01着 | 1:34.3（33.8）      | -0.2 | 浜中俊   | 55       | （ディープウェーブ）   |
| 0000.11.16 | 京都   | 3歳上1000万下   |          | 芝1400m（良）  | 14   | 5    | 8    | 01.8（1人）     | 02着 | 1:22.2（33.4）      | -0.1 | 浜中俊   | 56       | オースミイージー       |
| 2014.03.01 | 阪神   | 山陽特別        | 1000万下 | 芝1400m（良）  | 11   | 3    | 3    | 01.6（1人）     | 08着 | 1:21.9（34.9）      | -0.4 | 浜中俊   | 57       | フォーチュンスター     |
| 0000.04.06 | 阪神   | 4歳上1000万下   |          | 芝1400m（良）  | 16   | 1    | 1    | 01.9（1人）     | 04着 | 1:21.8（33.7）      | -0.2 | 浜中俊   | 57       | ヤマノレオ             |
| 0000.05.04 | 京都   | 鷹ケ峰特別      | 1000万下 | 芝1400m（良）  | 14   | 6    | 11   | 02.3（1人）     | 01着 | 1:20.4（33.2）      | -0.0 | 浜中俊   | 57       | （マカハ）             |
| 0000.07.26 | 中京   | 知多特別        | 1000万下 | 芝1400m（良）  | 12   | 6    | 7    | 02.5（1人）     | 03着 | 1:22.6（35.0）      | -0.2 | 浜中俊   | 57       | アドマイヤイナズマ     |
| 0000.10.14 | 京都   | 久多特別        | 1000万下 | 芝1400m（良）  | 16   | 5    | 10   | 03.2（1人）     | 02着 | 1:21.1（33.4）      | -0.0 | 浜中俊   | 57.5     | ベルルミエール         |
| 0000.11.09 | 京都   | 3歳上1000万下   |          | 芝1200m（良）  | 10   | 7    | 7    | 02.3（1人）     | 01着 | 1:08.0（33.2）      | -0.4 | 浜中俊   | 57       | （ケイアイユニコーン） |
| 0000.11.24 | 京都   | 醍醐S           | 1600万下 | 芝1200m（良）  | 16   | 4    | 8    | 02.0（1人）     | 02着 | 1:07.9（32.9）      | -0.0 | 浜中俊   | 57       | マコトナワラタナ       |
| 2015.01.18 | 中京   | 長篠S           | 1600万下 | 芝1200m（良）  | 18   | 6    | 11   | 01.8（1人）     | 02着 | 1:09.9（33.9）      | -0.1 | 藤岡康太 | 57       | ロンド                 |
| 0000.02.21 | 京都   | 斑鳩S           | 1600万下 | 芝1400m（良）  | 16   | 5    | 9    | 02.5（1人）     | 01着 | 1:20.2（33.1）      | -0.2 | 浜中俊   | 57       | （テイエムタイホー）   |
| 0000.05.16 | 東京   | 京王杯SC        | GII      | 芝1400m（良）  | 18   | 1    | 2    | 06.4（4人）     | 12着 | 1:21.9（33.6）      | -0.3 | 浜中俊   | 56       | サクラゴスペル         |
| 0000.07.05 | 中京   | CBC賞           | GIII     | 芝1200m（重）  | 17   | 4    | 7    | 04.0（1人）     | 02着 | 1:09.2（34.7）      | -0.1 | 浜中俊   | 55       | ウリウリ               |
| 0000.12.26 | 阪神   | 阪神C           | GII      | 芝1400m（稍）  | 17   | 8    | 15   | 12.9（5人）     | 02着 | 1:21.4（34.2）      | -0.0 | 浜中俊   | 57       | ロサギガンティア       |
| 2016.01.31 | 京都   | シルクロードS   | GIII     | 芝1200m（稍）  | 16   | 1    | 1    | 04.4（2人）     | 01着 | 1:07.9（33.3）      | -0.2 | 浜中俊   | 57       | （ローレルベローチェ） |
| 0000.09.11 | 阪神   | セントウルS     | GII      | 芝1200m（良）  | 13   | 3    | 3    | 05.4（3人）     | 07着 | 1:08.0（33.4）      | -0.4 | 浜中俊   | 56       | ビッグアーサー         |
| 0000.10.02 | 中山   | スプリンターズS | GI       | 芝1200ｍ（良） | 16   | 6    | 11   | 10.9（4人）     | 15着 | 1:08.1（33.4）      | -0.5 | 浜中俊   | 57       | レッドファルクス       |
| 0000.10.29 | 京都   | スワンS         | GII      | 芝1400m（良）  | 18   | 5    | 9    | 07.1（4人）     | 04着 | 1:21.0（34.2）      | -0.3 | 浜中俊   | 56       | サトノアラジン         |
| 0000.12.24 | 阪神   | 阪神C           | GII      | 芝1400m（稍）  | 15   | 3    | 5    | 15.8（6人）     | 04着 | 1:22.0（35.1）      | -0.1 | 武豊     | 57       | シュウジ               |
| 2017.01.29 | 京都   | シルクロードS   | GIII     | 芝1200m（良）  | 13   | 5    | 7    | 06.7（3人）     | 01着 | 1:07.8（33.1）      | -0.0 | 武豊     | 57.5     | （セイウンコウセイ）   |
| 0000.09.10 | 阪神   | セントウルS     | GII      | 芝1200ｍ（良） | 14   | 8    | 13   | 08.2（4人）     | 03着 | 1:07.7（32.6）      | -0.2 | 浜中俊   | 56       | ファインニードル       |
| 0000.10.01 | 中山   | スプリンターズS | GI       | 芝1200ｍ（良） | 16   | 8    | 16   | 16.6（9人）     | 08着 | 1:07.9（33.4）      | -0.3 | 浜中俊   | 57       | レッドファルクス       |
| 0000.12.23 | 阪神   | 阪神C           | GII      | 芝1400m（良）  | 18   | 6    | 12   | 21.7（7人）     | 02着 | 1:19.5（34.2）      | -0.0 | 武豊     | 57       | イスラボニータ         |
| 2018.03.25 | 中京   | 高松宮記念      | GI       | 芝1200m（良）  | 18   | 6    | 11   | 08.1（4人）     | 04着 | 1:08.7（34.3）      | -0.2 | 武豊     | 57       | ファインニードル       |
| 0000.05.12 | 東京   | 京王杯SC        | GII      | 芝1400ｍ（良） | 18   | 7    | 15   | 04.9（1人）     | 15着 | 1:20.2（33.6）      | -0.7 | 武豊     | 56       | ムーンクエイク         |

## 血統表
| ダンスディレクターの血統     | ダンスディレクターの血統              | ダンスディレクターの血統 | （血統表の出典）         | （血統表の出典） |
| 父系                         | ミスタープロスペクター系              | ミスタープロスペクター系 | ミスタープロスペクター系 | [ § 2 ]          |
| 父 *アルデバランII 1998 鹿毛 | 父の父Mr. Prospector 1970 鹿毛        | Raise a Native           | Native Dancer            | Native Dancer    |
| 父 *アルデバランII 1998 鹿毛 | 父の父Mr. Prospector 1970 鹿毛        | Raise a Native           | Raise You                |                  |
| 父 *アルデバランII 1998 鹿毛 | 父の父Mr. Prospector 1970 鹿毛        | Gold Digger              | Nashua                   | Nashua           |
| 父 *アルデバランII 1998 鹿毛 | 父の父Mr. Prospector 1970 鹿毛        | Gold Digger              | Sequence                 |                  |
| 父 *アルデバランII 1998 鹿毛 | 父の母Chimes of Freedom 1987 栗毛     | Private Account          | Damascus                 | Damascus         |
| 父 *アルデバランII 1998 鹿毛 | 父の母Chimes of Freedom 1987 栗毛     | Private Account          | Numbered Account         |                  |
| 父 *アルデバランII 1998 鹿毛 | 父の母Chimes of Freedom 1987 栗毛     | Aviance                  | Northfields              | Northfields      |
| 父 *アルデバランII 1998 鹿毛 | 父の母Chimes of Freedom 1987 栗毛     | Aviance                  | Minnie Hauk              |                  |
| 母 マザーリーフ 2003 黒鹿毛  | 母の父*サンデーサイレンス 1986 青鹿毛 | Halo                     | Hail to Reason           | Hail to Reason   |
| 母 マザーリーフ 2003 黒鹿毛  | 母の父*サンデーサイレンス 1986 青鹿毛 | Halo                     | Cosmah                   |                  |
| 母 マザーリーフ 2003 黒鹿毛  | 母の父*サンデーサイレンス 1986 青鹿毛 | Wishing Well             | Understanding            | Understanding    |
| 母 マザーリーフ 2003 黒鹿毛  | 母の父*サンデーサイレンス 1986 青鹿毛 | Wishing Well             | Mountain Flower          |                  |
| 母 マザーリーフ 2003 黒鹿毛  | 母の母スカラシップ 1994 黒鹿毛        | *トニービン              | *カンパラ                | *カンパラ        |
| 母 マザーリーフ 2003 黒鹿毛  | 母の母スカラシップ 1994 黒鹿毛        | *トニービン              | Severn Bridge            |                  |
| 母 マザーリーフ 2003 黒鹿毛  | 母の母スカラシップ 1994 黒鹿毛        | パワフルレディ           | マルゼンスキー           | マルゼンスキー   |
| 母 マザーリーフ 2003 黒鹿毛  | 母の母スカラシップ 1994 黒鹿毛        | パワフルレディ           | ロッチテスコ             |                  |
| 母系(F-No.)                  | スターロッチ系(FN:11-c)               | スターロッチ系(FN:11-c)  | スターロッチ系(FN:11-c)  | [ § 3 ]          |
| 5代内の近親交配              | 5代内アウトブリード                   | 5代内アウトブリード      | 5代内アウトブリード      | [ § 4 ]          |
| 出典                         | 1. 2. 3. 4.                           | 1. 2. 3. 4.              | 1. 2. 3. 4.              | 1. 2. 3. 4.      |

- 祖母スカラシップのきょうだいにウイニングチケット、ロイヤルタッチ。
- その他主な近親にカリスタグローリ、エアセレソン。